# جامعة كوينزلاند للتقنية
جامعة كوينزلاند للتقنية QUT هي جامعة أسترالية تقع في بريزبن. عدد طلابها أكثر من 34 ألف طالب، منهم 6 آلاف طالب دولي، وأكثر من 4 آلاف موظف. تقدر ميزانية الجامعة السنوية بأكثر من 750 مليون دولار أسترالي.
شعار جامعة كوينزلاند للتقنية QUT هو «جامعة للعالم الحقيقي». الجامعة عضو في شبكة التقنية الأسترالية وهي شبكة جامعات تركز على بحوث التقنية.

## تاريخ الجامعة
جامعة كوينزلاند للتكنولوجيا لديها إرث تاريخي يعود إلى عام 1849. في عام 1990، جامعة كوينزلاند للتكنولوجيا - مجموعة من أربعة معاهد-اندمجت مع كلية بريزبان للعلوم المتقدمة -المكونة من سبع معاهد- لتشكل جامعة كوينزلاند للتقنية الحالية.
معاهد جامعة كوينزلاند للتقنية السابقة تشمل:
- مدرسة بريزبن للفنون (1849)
- كلية بريزبن للتقنية (1882)
- كلية التقنية المركزية (1908)
- كلية بريزبن لتدريب رياض الأطفال (1911)
- كلية كوينزلاند لتدريب المعلمين (1914)
- كلية حديقة المعلمين (1961)
- معهد كوينزلاند للتكنولوجيا (1965)
- كلية بريزبن لمعلمات رياض الأطفال (1965)
- كلية شمال بريزبن للتربية المتقدمة (1974)
- كلية كيلفن غروف للتربية المتقدمة (1976)
- كلية بريزبان للتربية المتقدمة (1982)
- معهد كوينزلاند للتكنولوجيا (1989)

## التخصصات
جامعة كوينزلاند للتقنية تقدم دراسات جامعية، دراسات عليا، دراسات بحثية في المجالات التالية:
- البيئة المبنية والهندسة نسخة محفوظة 30 يناير 2008 على موقع واي باك مشين.
- الأعمال
- الصناعات الإبداعية
- التعليم
- الصحة
- القانون والعدالة
- العلوم والتكنولوجيا

## وصلات خارجية
- جامعة كوينزلاند للتكنولوجيا